# Quairading
Quairading is een plaats in de regio Wheatbelt in West-Australië.

## Geschiedenis
Ten tijde van de Europese kolonisatie vormde de streek het grensgebied tussen de Balardong en Njakinjaki dialectgroepen van de Nyungah Aborigines. In 1836 nam veeteler Stephen Parker een lease op in de streek, nabij Dangin Springs. Zijn zoon Edward Parker vestigde er zich in 1859 en had tegen 1863 een pad van York naar Dangin vrij gemaakt.
In 1872 vermeldde Alexander Forrest een waterbron met de Aboriginesnaam Quairading Spring. De naam zou zijn afgeleid van, ofwel het woord 'quairit', wat "oudste dochter" betekende, ofwel van het woord 'quara', wat "thuis van de boskangoeroe. In 1893 steunde John Forrest de 'Homestead Act 1893' waarna kroonland werd vrij gegeven waarop kleine boeren zich konden vestigen. Begin jaren 1900 gaf de overheid land vrij ten oosten van York. Tussen 1903 en 1908 vestigden zich boeren in de streek en begonnen met het rooien van bossen. In 1907 besliste de overheid een spoorweg vanuit Greenhills nabij York naar de streek aan te leggen. Aan de terminus zou dan een dorp gesticht worden. Op 7 augustus 1907 werd Quairading officieel gesticht. Het werd vernoemd naar de nabijgelegen waterbron.
De spoorweg bereikte Quairading in 1908 en tegen 1909 had het dorp een hotel, winkel, hoefsmid, bakker, schrijnwerker en twee banken. In 1913 werd een schooltje en een politiekantoor geopend en in 1927 een ziekenhuis en postkantoor. Het hotel uit 1908 kreeg in 1927 een nieuwe eigenaar en een tweede verdieping. In 1946 werd begonnen met de bouw van de districtsschool. Tegen 1950 was er maar weinig land in de streek nog niet in cultuur gebracht. In 1953 werd een nieuw gemeenschapshuis geopend, een 'Agricultural Hall'. Zes jaar later, in 1959, werd het zwembad van Quairading gebouwd, de 'Quairading Memorial Swimming Pool', als herdenking aan diegenen die hun land dienden in de oorlog.
Het 'Community Resource Centre' werd in 1995 gebouwd.

## Beschrijving
Quairading is het administratieve en dienstencentrum van het landbouwdistrict Shire of Quairading. Het is een verzamel- en ophaalpunt voor de oogst van de graanproducenten uit de streek die bij de Co-operative Bulk Handling Group aangesloten zijn.
In 2021 telde Quaidrading 619 inwoners, tegenover 595 in 2006.
Quairading heeft een kinderdagcentrum, ziekenhuis, dokterspraktijk, 'Community Resource Centre', zwembad en verschillende andere sportfaciliteiten.

## Toerisme
In het oude spoorwegstation van Quairading is een bezoekerscentrum gevestigd waar men informatie kan vinden over onder meer:
- Centenarian Corner, een parkje waar de honderdjarigen uit het district geëerd worden
- The Lone Pine, een dennenboom geteeld uit een tijdens de Gallipoliveldtocht opgeraapte dennenappel van een eenzame stuk geschoten boom op het strand van Gallipoli
- Nookaminnie Rock in het Quairading Nature Reserve, een rotsformatie met een uitzicht over het natuurgebied met inheemse bomen en het dorp Quairading
- Vintage Club, een museum met historische landbouwmachines en voertuigen
- Home Of Natural Wood Sculpture, de houten sculpturen van kunstenaar Ian Wills die onder meer in het bezoekerscentrum staan uitgestald
- Banksia Cuneata, het embleem van het dorp, een bedreigde plant
- The Granite Way, een toeristische autoroute langs allerlei rotsformaties
- twee reconstructies van de rabbit-proof fence met konijnenvallen langs de Corrigin Road
- Pink Lake, een meer dat in bepaalde perioden van het jaar verkleurd
- Toapin Rise Farm, een boerderij waar 3.000 olijfbomen groeien
- Toapin Weir, een meer dan honderd jaar oude dam

## Transport
Quairading ligt 166 kilometer ten oosten van Perth, 69 kilometer ten oosten van York en 77 kilometer ten westen van Bruce Rock. Via de Quairading-York Road kan de Great Southern Highway bereikt worden. De GE2 busdienst van Transwa die tussen Perth en Esperance rijdt doet Quairading eenmaal per week aan.
Quairading ligt langs de spoorweg tussen York en Bruce Rock waarover enkel nog graantreinen van CBH Group rijden.
Er ligt een startbaan in Quairading: Quairading Airport (ICAO: YQDG).

## Klimaat
Quairading kent een warm mediterraan klimaat, Csa volgens de klimaatclassificatie van Köppen. De gemiddelde jaarlijkse temperatuur bedraagt 17,3 °C en de gemiddelde jaarlijkse neerslag ligt rond 360 mm.

## Galerij

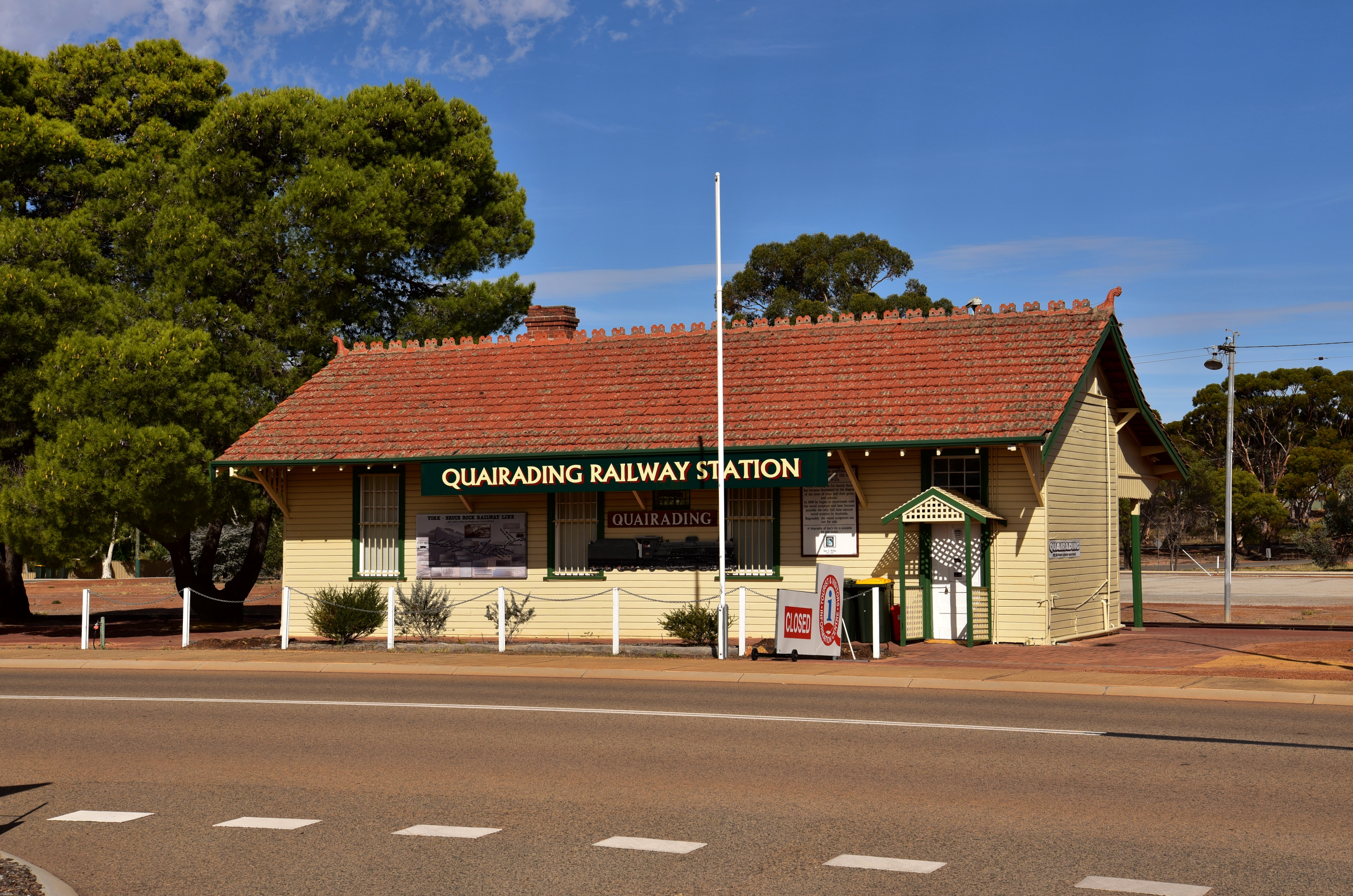
historisch spoorwegstation en bezoekerscentrum
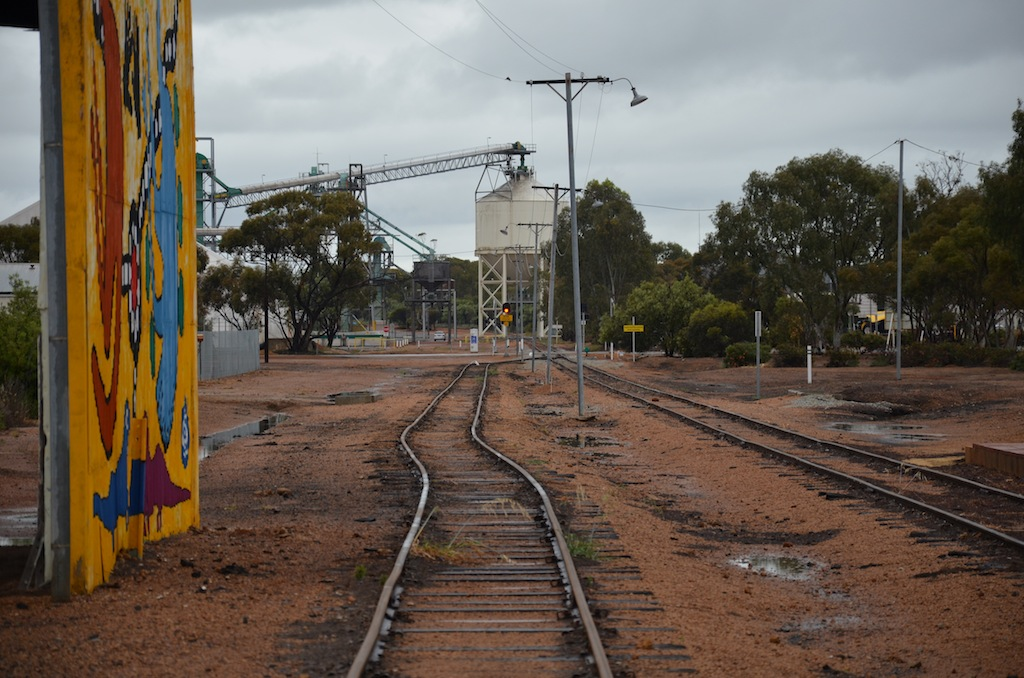
CBH Group graanfacilliteiten
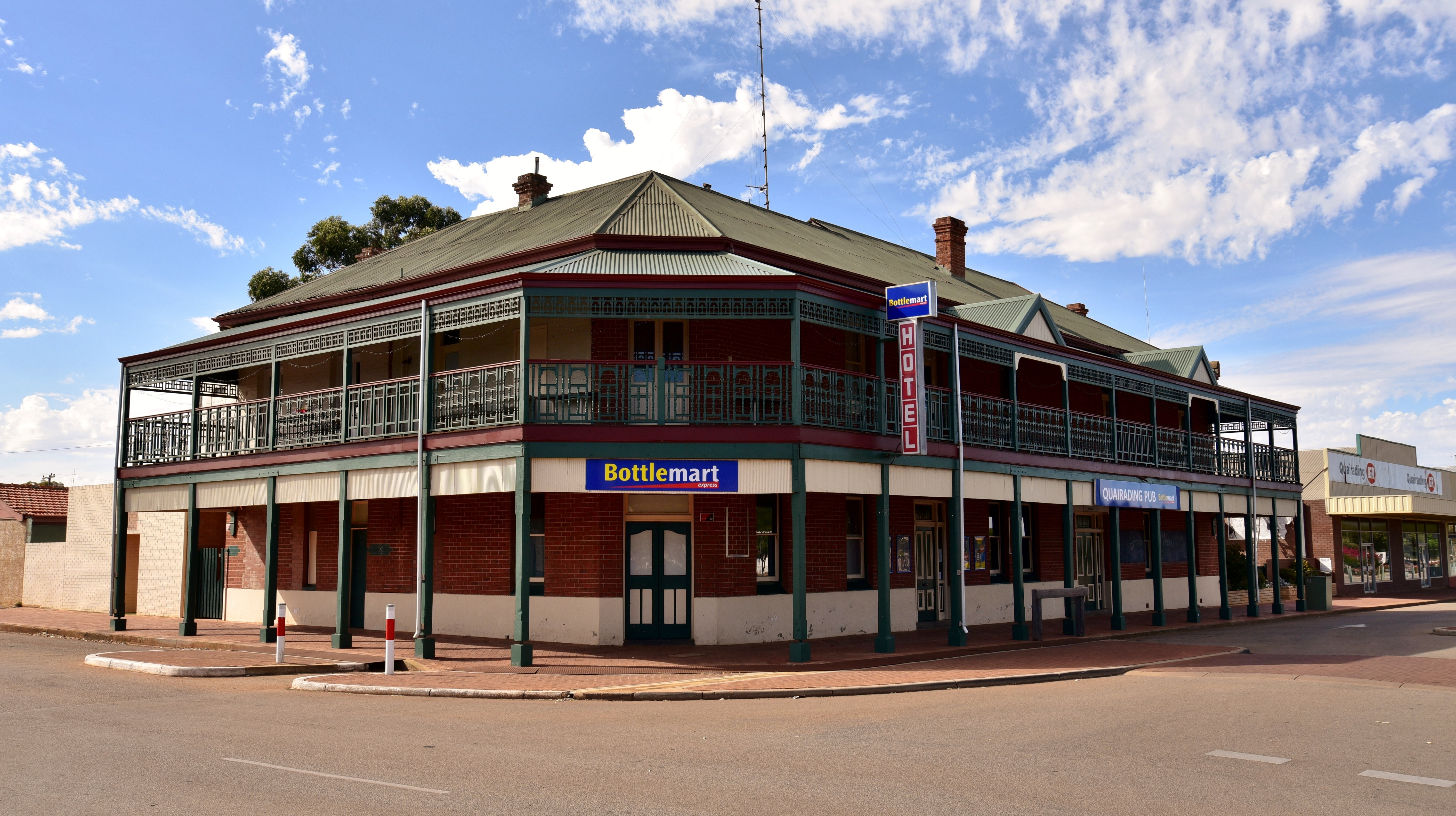
Quairading Hotel uit 1908/27
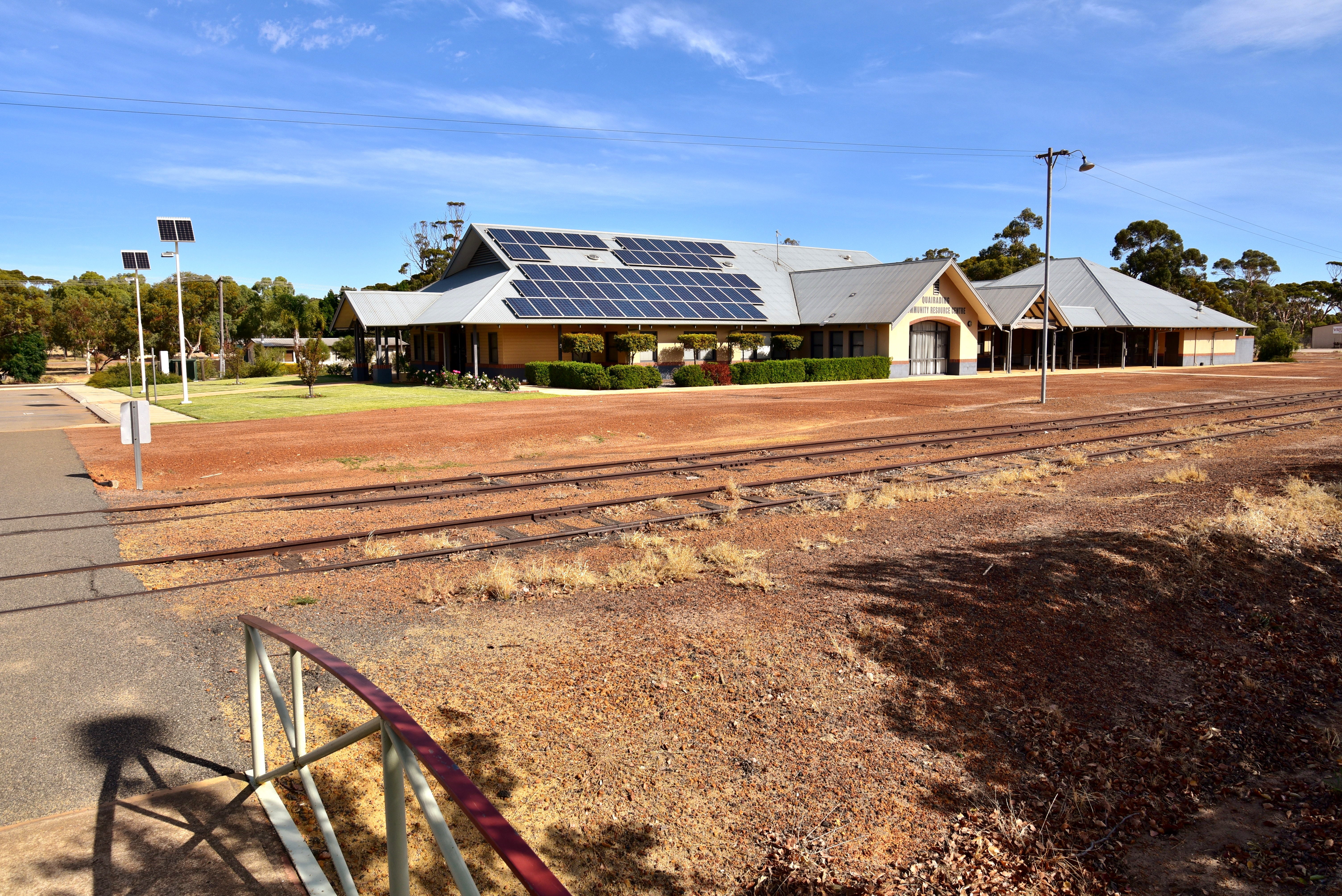
'Community Resource Centre'
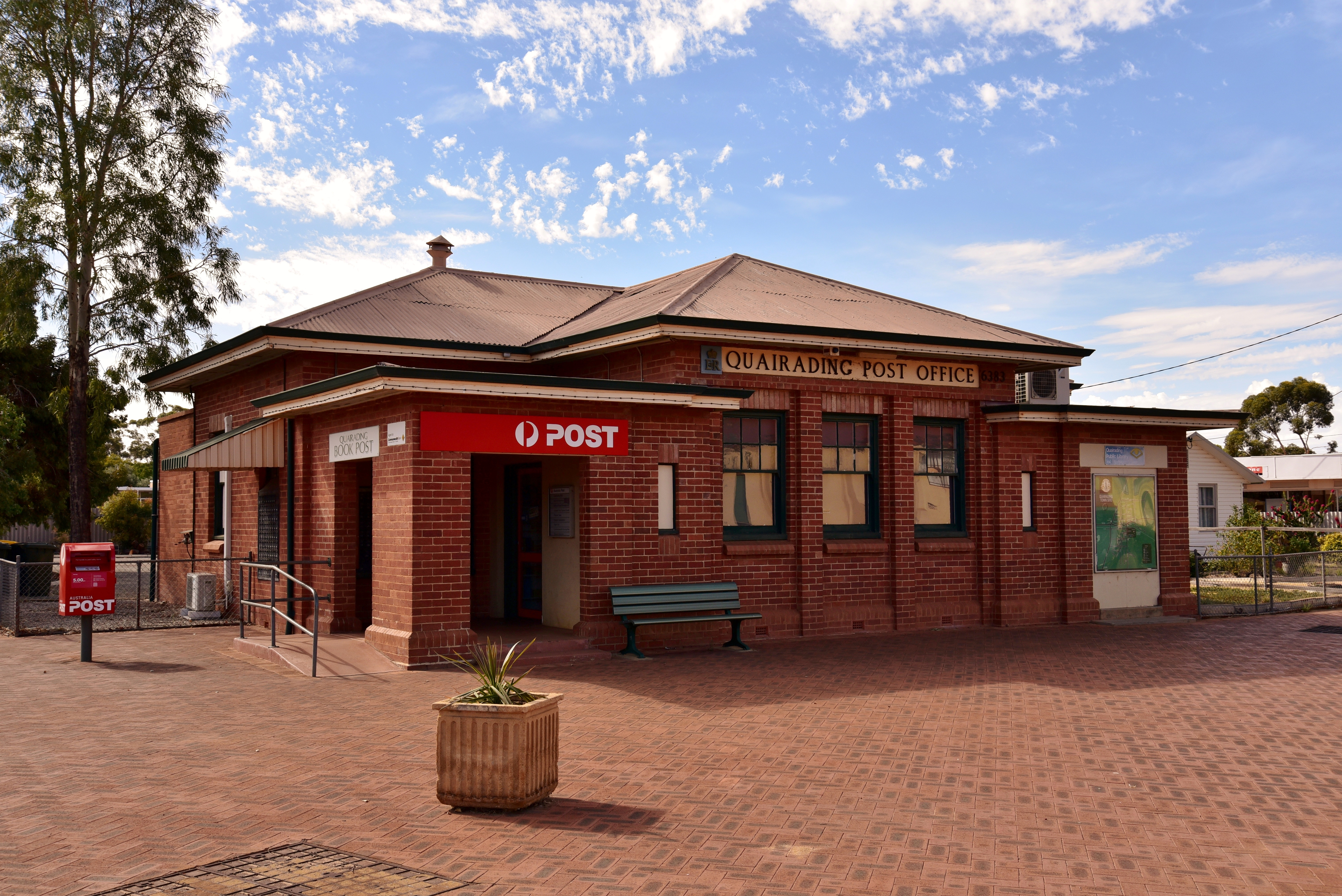
postkantoor uit 1927
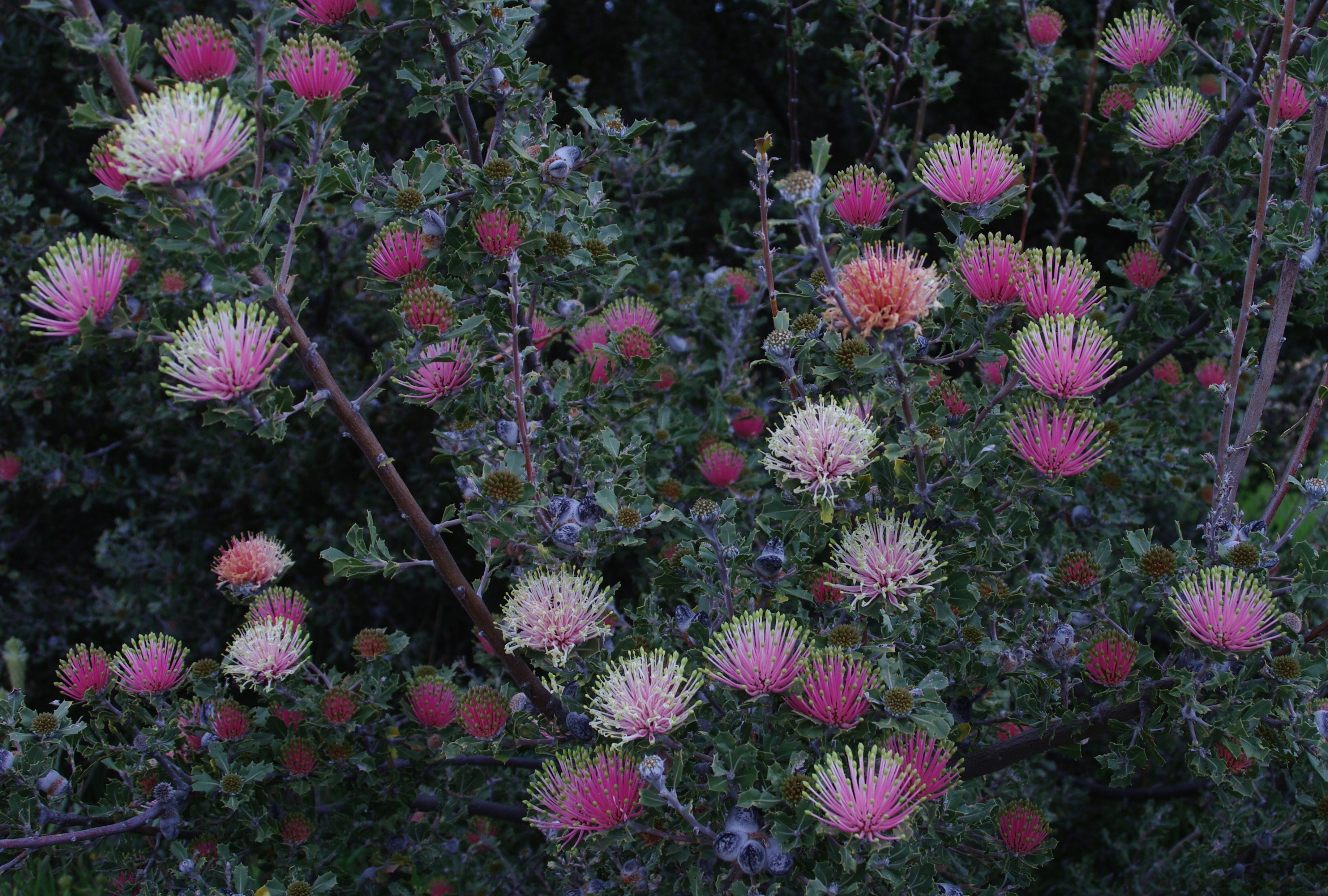
Banksia cuneata

Aldersyde · Amery · Ardath · Arthur River · Baandee · Babakin · Badgingarra · Badjaling · Bailup · Bakers Hill · Balkuling · Ballaying · Ballidu · Beacon · Beenong · Beermullah · Bejoording · Belka · Bencubbin · Bendering · Benjaberring · Beverley · Bilbarin · Bindi Bindi · Bindoon · Bodallin · Bolgart · Bonnie Rock · Boolading · Booraan · Brookton · Bruce Rock · Bullaring · Bullfinch · Bulyee · Bungulla · Buntine · Burakin · Burracoppin · Cadoux · Calingiri · Campion · Caraban · Carrabin · Cataby · Cervantes · Chandler · Chittering · Clackline · Cold Harbour · Congelin · Coomberdale · Copley · Corrigin · Cowcowing · Crossman · Cuballing · Culbin · Cunderdin · Dalwallinu · Dandaragan · Dangin · Darkan · Dattening · Dongolocking · Doodlakine · Dowerin · Dudinin · Dumbleyung · Duranillin · Dwarda · Ejanding · Elabbin · Erikin · Gabbin · Gingin · Goomalling ·  Grass Valley · Greenhills · Guilderton · Gwambygine · Harrismith · Highbury · Hines Hill · Holt Rock · Hyden · Jelcobine · Jennacubbine · Jennapullin · Jitarning · Jurien Bay · Kalannie · Karlgarin · Kellerberrin · Kondinin · Kondut · Koojan · Koolyanobbing · Koorda · Korbel · Korrelocking · Kukerin · Kulin · Kulja · Kulyaling · Kunjin · Kununoppin · Kweda · Kwelkan · Kwolyin · Lancelin · Lake Brown · Lake Grace · Lake King · Ledge Point · Manmanning · Marvel Loch · Meckering · Meenaar · Merredin · Miling · Minnivale · Mogumber · Mokine · Moodiarrup · Mooliabeenee · Moora · Moorine Rock · Moorumbine · Moulyinning · Mount Hardey · Mount Kokeby · Mount Walker · Muchea · Mukinbudin · Muntadgin · Nalya · Nangeenan · Narembeen · Narrogin · New Norcia · Newdegate · Nilgen · Nokaning · North Bannister · Northam · Nukarni · Nungarin · Pantapin · Piawaning · Piesseville · Pingaring · Pingelly · Pithara · Popanyinning · Quairading · Quindanning · Regans Ford · Seabird · Shackleton · Southern Cross · Spencers Brook · Tammin · Tincurrin · Toodyay · Trayning · Varley · Wagin · Walebing · Walgoolan · Wandering · Wannamal · Watheroo · Welbungin · West Dale · West Toodyay · Westonia · Wialki · Wickepin · Wilbinga · Williams · Wongan Hills · Woodridge · Wubin · Wundowie · Wyalkatchem · Yealering · Yelbeni · Yellowdine · Yilliminning · Yerecoin · York · Yorkrakine · Yornaning · Yoting · Youndegin